# Maria Lai

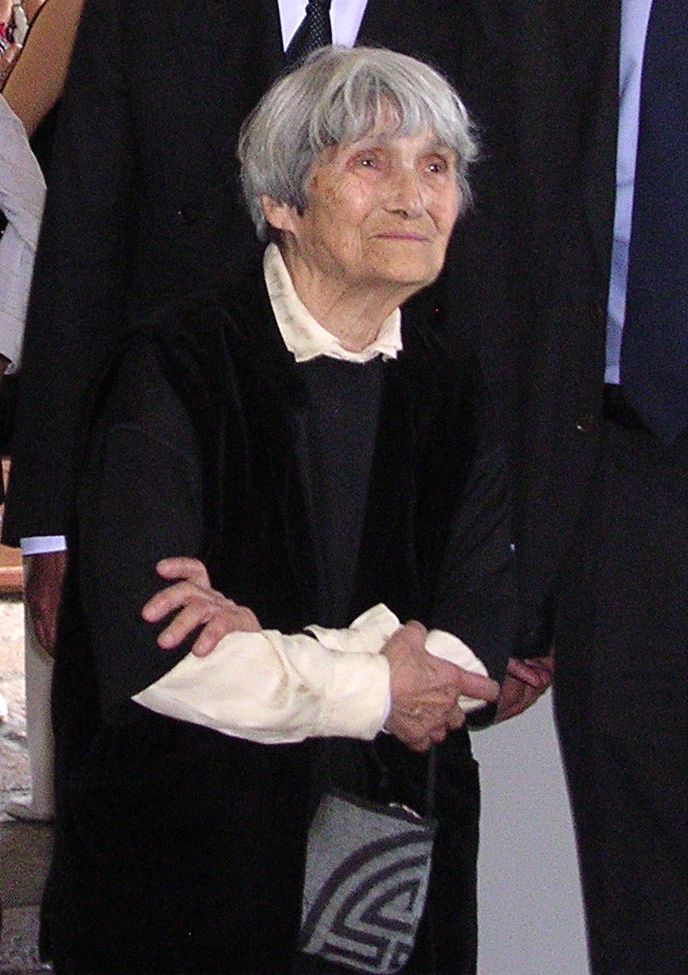
Maria Lai

Maria Lai (* 27. September 1919 in Ulassai; † 16. April 2013 in Cardedu, Sardinien) war eine italienische Objektkünstlerin, Malerin und Performerin.

## Leben und Werk
Maria Lai belegte 1932 am Internat in Cagliari Kurse bei Salvatore Cambosu (1895–1962). 1939 in Rom niedergelassen, besuchte sie Kurse von Angelo Prini und Arturo Martini. Ab 1943 studierte sie an der Accademia di belle arti di Venezia bei Alberto Viani und Marino Mazzacurati. 1945 verließ sie Venedig, um nach Sardinien zurückzukehren. In Cagliari arbeitete sie als Zeichenlehrerin. 1954 kehrte sie zurück nach Rom, lernte Giuseppe Dessì kennen und veränderte ihre Arbeitsweise. 1971 bespielte sie ihre erste große Ausstellung in der Schneider Gallery in Rom. Kurator war Marcello Venturoli. 1977 lernte sie Mirella Bentivoglio kennen. 1978 war Lai Teilnehmerin der Biennale di Venezia. Aus dem Jahr 1981 stammt die bekannte Performance legarsi alla montagna/sich an den Berg binden. Maria Lai ist bekannt für Objekte, die mit Nadel und Faden hergestellt sind. 2006 wurde das Museum Stazione dell’arte im ehemaligen Bahnhof von Ulassai eröffnet. Maria Lai stellte diesem Museum ca. 140 ihrer bedeutsamsten Werke als Schenkung zur Verfügung.
2017 wurden Arbeiten von ihr postum auf der Documenta 14 in Kassel gezeigt. Auch auf der Biennale di Venezia 2017 war sie mit ausgewählten Werkgruppen vielbeachtet vertreten. Das MAXXI – Museo nazionale delle arti del XXI secolo in Rom widmete ihr 2019 zum Hundertsten eine große Retrospektive.

## Auszeichnungen (Auswahl)
- 2004: Honoris causa an der Universität Cagliari
- 2011: Premio Camera dei Deputati per il 150° anniversario dell’Unità d’Italia/Preis der Abgeordnetenkammer zum 150. Geburtstag der italienischen Einheit (für Orme di leggi/Gesetzenspuren)